# Bahnstrecke Finspång–Norsholm
| Streckennummer: | FNJ                         |                                             |                                             |
| Streckenlänge: | 27 km                       |                                             |                                             |
| Spurweite: | 891 mm (schwed. 3-Fuß-Spur) |                                             |                                             |
| Maximale Neigung: | 16,67 ‰                     |                                             |                                             |
| Minimaler Radius: | 270 m                       |                                             |                                             |
| Streckengeschwindigkeit: | 25 km/h                     |                                             |                                             |
| |                             |                                             |                                             |
| \| \| \| Bahnstrecke Finspång–Lotorp von Lotorp \| \| \| \| 87,9 \| Finspång (früher Pers.-Halt) \| Finspång (früher Pers.-Halt) \| \| \| \| Bahnstrecke Pålsboda–Finspång nach Pålsboda \| \| \| \| \| Neubaustrecke Kimstad–Finspång \| \| \| \| 94,9 \| Doverstorp \| Doverstorp \| \| \| 102,6 \| Ljusfors \| Ljusfors \| \| \| \| Motala ström \| (50 m) \| \| \| 105,3 \| Skärblacka (früher Bhf.) \| Skärblacka (früher Bhf.) \| \| \| \| Krokhagen \| \| \| \| \| Neubaustrecke von Finspång \| \| \| \| \| Södra stambanan von Norrköping C \| \| \| \| 110,8 \| Kimstad \| Kimstad \| \| \| 114,8 \| Norsholm (früher Bhf.) \| Norsholm (früher Bhf.) \| \| \| \| Götakanal \| \| \| \| \| Södra stambanan nach Linköping C \| \| \| \| \| \| \| \| Quellen: [1] \| \| \| \| |                             |                                             |                                             |
| Strecke (außer Betrieb) |                             | Bahnstrecke Finspång–Lotorp von Lotorp      | Bahnstrecke Finspång–Lotorp von Lotorp      |
| Betriebs-/Güterbahnhof Strecke bis hier außer Betrieb | 87,9                        | Finspång (früher Pers.-Halt)                | Finspång (früher Pers.-Halt)                |
| Abzweig geradeaus und ehemals nach rechts |                             | Bahnstrecke Pålsboda–Finspång nach Pålsboda | Bahnstrecke Pålsboda–Finspång nach Pålsboda |
| Abzweig ehemals geradeaus und nach rechts |                             | Neubaustrecke Kimstad–Finspång              | Neubaustrecke Kimstad–Finspång              |
| Bahnhof (Strecke außer Betrieb) | 94,9                        | Doverstorp                                  | Doverstorp                                  |
| Bahnhof (Strecke außer Betrieb) | 102,6                       | Ljusfors                                    | Ljusfors                                    |
| Brücke über Wasserlauf (Strecke außer Betrieb) |                             | Motala ström                                | (50 m)                                      |
| Blockstelle (Strecke außer Betrieb) | 105,3                       | Skärblacka (früher Bhf.)                    | Skärblacka (früher Bhf.)                    |
| Haltepunkt / Haltestelle (Strecke außer Betrieb) |                             | Krokhagen                                   | Krokhagen                                   |
| Abzweig ehemals geradeaus und von rechts |                             | Neubaustrecke von Finspång                  | Neubaustrecke von Finspång                  |
| Abzweig geradeaus und von links |                             | Södra stambanan von Norrköping C            | Södra stambanan von Norrköping C            |
| Bahnhof | 110,8                       | Kimstad                                     | Kimstad                                     |
| Blockstelle | 114,8                       | Norsholm (früher Bhf.)                      | Norsholm (früher Bhf.)                      |
| Brücke über Wasserlauf |                             | Götakanal                                   | Götakanal                                   |
| Strecke |                             | Södra stambanan nach Linköping C            | Södra stambanan nach Linköping C            |
| |                             |                                             |                                             |
| Quellen: |                             |                                             |                                             |

Die Bahnstrecke Finspång–Norsholm war eine schmalspurige Eisenbahnstrecke zwischen Finspång in Östergötland und Norsholm an der Östra stambanan in Schweden. Sie hatte eine Spurweite von 891 mm und wurde von der Finspång–Norsholms Järnvägsaktiebolag (FNJ) errichtet.

## Geschichte
Patron Carl Edvard Ekman, Fabrikbesitzer in Finspång, erkannte sehr bald, dass eine Erweiterung der am 19. September 1874 eingeweihten Bahnstrecke Pålsboda–Finspång zu einer geeigneten Stelle an der Östra stambanan Vorteile bringen würde. Er warb deshalb für einen Ausbau der bestehenden Strecke.
Die Vorstandschaft der Pålsboda–Finspång Jernvägsaktiebolag hatte jedoch Bedenken, dass ein solcher Weg die Verkehrsströme von der bisherigen Strecke abziehen würde, und lehnte diese Verbindungsstrecke ab. Möglicherweise wurde erwartet, dass sich diese neue Bahnstrecke selbst finanzieren und dann mit der PFJ zusammenarbeiten würde.
Trotz des Desinteresses der PFJ plante Ekman in Eigenregie weiter. Er ließ eine Streckenführung nördlich des Sees Glan und weiter nach Norrköping untersuchen. Es stellte sich jedoch heraus, dass die Stadt Norrköping wenig Interesse an dieser Variante hatte. An deren Stelle plante man eine Route südlich des Glan über Doverstorp, Skärblacka und Kimstad nach Norsholm mit Anschluss an den Göta-Kanal und an die Bahnstrecke Norsholm–Västervik–Hultsfred.

## Finspång–Norsholms Järnvägsaktiebolag
In der Folge wurde eine neue Aktiengesellschaft, die Finspång–Norsholms Järnvägsaktiebolag, gebildet, in der Ekman fast die gesamten Aktien in seinem Besitz hatte. Für Planung, Kostenvoranschläge und Ausführung der neuen Strecke wurde P. Pettersson von der Weg- und Wasserbaubehörde (Väg- och vattenbyggnadskåren) beauftragt. Die Kosten wurden auf  1,131 Millionen Kronen geschätzt. Geplant war eine Kreuzung mit der Östra stambanan in Kimstad, wobei die Königliche Eisenbahnverwaltung und die Weg- und Wasserbaubehörde einem Anschluss in Norsholm den Vorzug gaben. Trotz der behördlichen Bedenken wurde Petterssons Vorschlag mit dem Anschluss in Kimstad angenommen.
Die Konzessionserteilung erfolgte am 1. September 1882, am 11. Mai 1883 wurde zudem ein staatliches Darlehen in Höhe von 500.000 Kronen bewilligt. Die Gründungsversammlung der Finspång–Norsholms Järnvägsaktiebolag (FNJ) erfolgte am 28. September 1883. Die Schienen auf der Strecke waren aus Stahl gefertigt und hatten ein Metergewicht von 17,2 Kilogramm pro Meter.
Für den Betrieb wurden zwei Dampflokomotiven beschafft:
| Nummer | Name  | Bauart    | Achsfolge | Hersteller                   | Fabr.-Nr./ Baujahr | Besonderes                                                 |
| ------ | ----- | --------- | --------- | ---------------------------- | ------------------ | ---------------------------------------------------------- |
| 1      | GLAN  | Tenderlok | 1 B t     | Nydqvist & Holm, Trollhättan | 197 1885           | später NÖJ Nr. 5, ausgemustert 1927                        |
| 2      | ROXEN | Tenderlok | 1 B t     | Nydqvist & Holm, Trollhättan | 198 1885           | später NÖJ Nr. 6, 1919 nach Spitzbergen, ausgemustert 1939 |

Am 1. Oktober 1885 wurde die neue, 27 Kilometer lange Finspång–Norsholms Järnväg (FNJ) für den allgemeinen Verkehr geöffnet. Die endgültigen Baukosten beliefen sich auf 1.163.943 Kronen. Für den Betrieb wurden sechs zweiachsige Reisezugwagen und 47 Güterwagen erworben. Mehr Fahrzeuge wurden nicht beschafft, denn eine entsprechende Vereinbarung mit der Pålsboda–Finspångs Järnväg ermöglichte eine gemeinsame Verwaltung der beiden Strecken.
Die weitere Streckengeschichte ist unter Bahnstrecke Örebro–Norrköping zu finden.